# Ачеке
Ачеке (бамана cɛkɛ) — гарнир из маниоки, популярный на побережье Кот-д’Ивуара. Блюдо готовится из ферментированной мякоти маниоки, натёртой на тёрке или измельчённой в гранулах. Также готовят сушёный ачеке, который по текстуре похож на кускус.
Блюдо готовят из тёртой ферментированной маниоки, которая приобретает особый аромат, когда подаётся с жареной рыбой с молотым острым перцем, украшенной мелко нарезанным перцем и луком с добавлением небольшого количества приправы для вкуса, смешанной с обычным маслом.

## Способ приготовления
Маниоку очищают от кожуры, натирают на тёрке и смешивают с небольшим количеством предварительно сброженной маниоки в качестве закваски. Пасту оставляют бродить на один или два дня. После окончания ферментации и удаления подавляющей части синильной кислоты, которая содержится в большом количестве в горькой маниоке, мякоть обезвоживают, просеивают, сушат и готовят на пару. После нескольких минут приготовления ачеке готово к употреблению. Его лучше всего подавать с рыбой, приготовленной на гриле, и перцем или помидорами.
Ачеке, продаваемое на рынках, обычно готовится заранее.